# Chung Shin-cho
Dans ce nom coréen, le nom de famille, Chung, précède le nom personnel.
Pour les articles homonymes, voir Chung.
Chung Shin-cho est un boxeur sud-coréen né le 6 janvier 1940 à Séoul.

## Carrière
Il participe à deux éditions des Jeux olympiques. C'est lors des Jeux olympiques d'été de 1964 qu'il remporte la médaille d'argent en s'inclinant en finale contre le japonais Takao Sakurai.

## Référence
1. ↑  (en) Résultats des Jeux olympiques 1964 (amateur-boxing.strefa.pl)